# Iaca
Iaca, actual Jaca, era una ciudad vascona. Se ubicaba en una colina a unos 800 metros de altura, al norte de la Peña Oroel y al sur de Canfranc, cerca del río Aragón.
Aunque capital de los jacetanos, considerados iberos emparentados con los aquitanos, Claudio Ptolomeo la sitúa entre las ciudades vasconas, lo que indicaría un parecido de aspecto, lengua y sociedad, motivado quizá por la vecindad de los pueblos, la iberización superficial de los vascones y la progresiva vasconización de los iacetanos no sometidos a la influencia latina, o bien indicaría que el pueblo de los iacetanos era un grupo emparentado a los vascones y a los aquitanos, no necesariamente ibero aunque sí más o menos iberizado.
Tito Livio, Estrabón y Plinio el Viejo también escribieron sobre la ciudad.
En el año 195 a. C. Cato Maior atacó la ciudad y la conquistó en la primavera del año siguiente. Bajo mando romano, protegió los caminos de los Pirineos y fue un importante centro económico hasta el siglo III.